# Esben Wolf Andreasen
Esben Wolf Andreasen (født 11. april 1999) er en dansk fodboldspiller, der spiller for den danske superligaklub Lyngby BK. 

## Ungdom
Esben Andreasen begyndte sin karriere i Lyngby BK.